# Nibelung IV
Nibelung IV fou un comte de Vexin al segle IX de la família dels Nibelúngides, fill probable de Nibelung III.

## Biografia
És citat el 843 a Valenciennes entre els fidels de Carles II el Calb. Aquest últim l'envia el 853 amb Hug i Gausbert com missi encarregats d'inspeccionar els tres comtats de Nevers, d'Avallon i d'Auxerre. Nibelung es va encarregar més probablement del comtat d'Avallon. Charles el Calb li confia el comtat de Vexin el 864. Apareix llavors el 868 en un tribunal reial, el 877 com a executor testamentari del seu cosí germà Eccard de Mâcon i el 879 en una carta del comte Adelram II (de Troyes ?)
D'una esposa desconeguda va tenir:
- Teodoric
- Ademar
- Probablement una filla casada amb el comte Adelram II[3] i mare d'Adelram III i de Teodoric, comtes de Vexin el 886.